# Охандя (хребет)
Охандя (Оханджа) — горный хребет в составе хребта Черского. Включает в себя высочайшую точку Магаданской области — безымянную вершину высотой 2337 метров.

## Топоним
В топонимическом словаре Северо-Востока СССР хребет и река, впадающая в озеро Малык, названы Оханджа. Название от эвенского Агандя — «большой точильный камень», где аган- — «точильный камень» + увеличительный суффикс -ндя. Впервые появилось на глазомерной карте геологов Христофора Калугина и А. Л. Лисовского в 1935 году.

## География
Расположен в одной из юго-восточных цепей хребта Черского, севернее Верхнеколымского нагорья. Проходит от истока реки Большой Мальдяк возле горы Ненкат (1844 метра) до устья реки Охандя в озере Малык и озера Момонтай. Дальше за озером в том же направлении начинается хребет Черге.
В хребте Охандя расположена высочайшая точка Магаданской области — безымянная вершина высотой 2337 метров. Также одними из самых высоких вершин хребта являются безымянные пики высотой 2253 метра и 2243 метра.
В хребте берут начало реки Зима, Омулёвка, Охандя, Зелёный.
Находится на севере Сусуманского городского округа.